# 新疆昌吉州第二中学
新疆昌吉州第二中学，简称昌吉州二中，是一所位于中国新疆维吾尔自治区昌吉回族自治州的一所完全中学。学校创办于1971年。截至2022年4月，昌吉州二中有教学班级81个，在校学生4500人，教职工317人。其为新疆维吾尔自治区首批示范学校之一。学校地址是新疆维吾尔自治区昌吉回族自治州昌吉市延安南路120号。校训为“博学笃志”。现任校长陶琳。